# Забоев, Александр Степанович
Александр Степанович Забоев (литературный псевдоним — Сан-Антус; 7 марта 1904, Мыёлдино, Коми АССР — 23 июня 1980) — исследователь коми литературы, основоположник коми литературной критики.

## Биография
Родился 7 марта 1904 года в селе Мыёлдино Усть-Сысольского уезда Вологодской губернии.
В 1919 году после окончания школы второй ступени поступил на курсы учителей в Деревянское высшее начальное училище, потом работал учителем, также руководителем политпросвета в отделе народного образования. С 1922 по 1925 год обучался на рабфаке Московского университета. С 1925 по 1930 год находился на обучении на экономическом факультете Ленинградского политехнического института. После его окончания Забоев работал старшим консультантом в Архангельской краевой конторе Северного отделения Госбанка.
Был призван в армию с началом войны. В 1943 году Александра Забоева обвинили в «национализме». Был осужден на 8 лет лагерей как «враг народа».
После отбытия наказания с 1951 года работал в тресте «Комилес», экономистом в совнархозе. Является автором очерков об охране лесных ресурсов Республики Коми, критических статей по творчеству В. Чисталёва, М. Лебедева, В. Лыткина, Я. Рочева, М. Доронина.
Скончался 23 июня 1980 года в городе Сыктывкаре.